# خرمایک
خرمایک، روستایی از توابع بخش مرکزی شهرستان فراشبند در استان فارس ایران است.قشلاق تیره کوهی از طایفه ششبلوکی قشقایی

## جمعیت
این روستا در دهستان آویز قرار دارد و براساس سرشماری مرکز آمار ایران در سال ۱۳۸۵، جمعیت آن ۶۰۴ نفر (۱۲۷خانوار) بوده‌است.